# Pterolophia humerosa
Pterolophia humerosa là một loài bọ cánh cứng trong họ Cerambycidae.